# Juan Esquivel Barahona

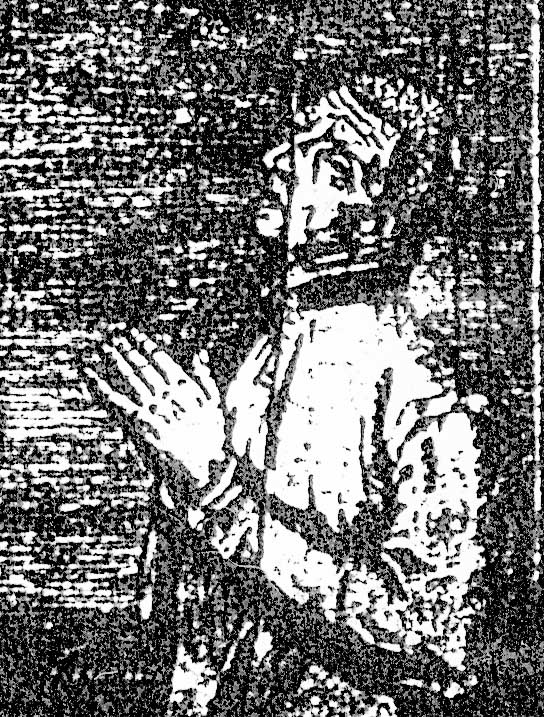
Juan Esquivel Barahona, Holzschnitt aus dem Missarium liber primus (1608)

Juan Esquivel Barahona (* um 1560 in Ciudad Rodrigo; † nach 1623 ebenda) war ein spanischer Komponist und Kirchenmusiker.

## Leben
Juan Esquivels genaues Geburtsdatum ist nicht überliefert, aber in den Kirchenakten der Kathedrale von Ciudad Rodrigo ist vermerkt, dass er am 22. Oktober 1568 als Chorknabe aufgenommen wurde, was seinerzeit in Spanien typischerweise im Alter von 8 Jahren geschah. Dort dürfte er seine Ausbildung bei Juan Navarro Hispalensis (um 1530–1580) erfahren haben, der seinerseits ein Schüler von Cristóbal de Morales war, dessen Einflüsse in Esquivels Kompositionen erkennbar sind. 1581 wurde Esquivel zum maestro de capilla der Kathedrale von Oviedo ernannt; er soll damals noch keine 20 Jahre alt gewesen sein. 1583 empfing er dort vermutlich die Priesterweihe. In den folgenden Jahren verschuldete er sich stark, hauptsächlich wegen der Gagen der von ihm engagierten Musiker, was dazu führte, dass er Ende des Jahres 1585 seine Position in Oviedo übereilt verließ. Er konnte schnell eine Anstellung als maestro de capilla an der Kathedrale von Calahorra finden, die er bis 1591 innehatte. Danach kehrte er als Kirchenmusiker an die Kathedrale seiner Heimatstadt zurück. In Pedro Ponce de León (1561–1615?), der von 1605 bis 1610 Bischof von Ciudad Rodrigo war, fand er einen Förderer, der den Druck seiner drei Notenbände finanzierte. Nach dem Erscheinen des dritten Bandes 1613 ist kein direktes Lebenszeichen von Esquivel mehr überliefert. Der Chronist Antonio Sánchez Cabañas († 1627) erwähnt einen vierten Band mit Liedern, Fauxbourdon-Sätzen, Hymnen und Motetten, der 1623 erschienen sein soll, aber nicht erhalten ist. Sánchez Cabañas beschreibt in seiner um 1625 abgeschlossenen Chronik weiter bereits das Grab von Esquivel, das sich unter einem Seitenaltar der Kathedrale von Ciudad Rodrigo befand. Dies legt die Vermutung nahe, dass Esquivel um 1623/24 verstorben sein dürfte.
Juan Esquivel zählt zu den produktivsten und durch Notendrucke bestdokumentierten Komponisten der spanischen Renaissancemusik. Stilistisch verharrte er in den Satztechniken der älteren Komponistengeneration eines Francisco Guerrero und ordnete Möglichkeiten der Weiterentwicklung des musikalischen Satzes den liturgischen Erfordernissen unter. Nur wenige seiner Werke liegen in modernen kritischen Ausgaben vor.

## Werke
- Missarum Ioannis Esquivelis in alma ecclesia civitatensi portionarii, et cantorum praefecti, liber primus, Salmanca 1608 (enthält fünf Messen zu 4, 5 und 8 Stimmen sowie ein 5stg. Requiem)[7]
- Motecta festorum et dominicarum, ebd. 1608 (enthält 69 Motetten zu 4 bis 6 Stimmen)[8]
- Psalmorum, hymnorum, magnificarum, et B. Mariae quatuor antiphonarum de tempore, necnon et missarum, tomus secundus, ebd. 1613 (enthält sechs Messen zu 4 bis 5 Stimmen, ein Requiem zu 4 Stimmen, 7 Psalmen 4stg., 31 Hymnen 4stg., 8 Magnificat 4–6stg. und 4 Antiphonen 4–5stg.)
- »Peccavi super numerum arenae maris«, 4stg. Motette (im Druck von 1608 nicht enthalten)

### Hörbeispiele
- Missa pro Defunctis/Introitus auf YouTube
- Tria sunt munera – Ensemble Corund auf YouTube
- Ego sum Panis Vivus auf YouTube
- "In paradisum" à 6 auf YouTube
- "In paradisum" à 6 – Cantores Musicæ Antiquæ, directed by Jeffery Kite-Powell auf YouTube
- Veni Domine, et noli tardare – Pro Cantione Antiqua, Bruno Turner auf YouTube
- Quoniam confirmata est. Laudate dominum omnes – Lucentum XVI, Pere Saragossa auf YouTube